# Krimskotatarski jezik
Krimskotatarski (krimski) jezik (ISO 639-3: crh Qırımtatar tili, Къырымтатар тили; Qırım tili, Къырым тили), narodni jezik Krimskih Tatara, koji se govori na području Krima u Ukrajini i nekim drugim zemljama; ukupno 483 990 govornika. Pripada turkijskoj jezičnoj skupini.
Najviše se govori u Ukrajini na Krimu (260 000; 2006 A. Goriainov) i Uzbekistanu (150 000; 2006 A. Goriainov), a ostali u azijskom dijelu Turske (2 000); 22 000 U Rumunjskoj, 2006 Goriainov); i 6 000 u Bugarskoj (2006 A. Goriainov).
Dijalekti su mu sjeverno-, južno- i centralnokrimski. Različit je od tatarskog [tat]

## Vanjske poveznice
- Krimskotatarska wikipedija
- Ethnologue (14th)
- Ethnologue (15th)